# Yo quiero morir contigo
Yo quiero morir contigo es una película argentina en blanco y negro dirigida por Mario Soffici sobre guion de Enrique Amorim y Ramón Gómez Masía que se estrenó el 2 de julio de 1941 y que tuvo como protagonistas a Ángel Magaña, Elisa Christian Galvé y José Olarra. Una nueva versión de 1960 se tituló Yo quiero vivir contigo.

## Sinopsis
Un bebé es secuestrado y una pareja recorre el país tratando de pagar el rescate.

## Reparto
- Ángel Magaña …Mauricio Berardi
- Elisa Christian Galvé … Laura
- José Olarra	… Comisario Hilario Martínez
- Carlos Perelli	…Ranchero
- Federico Mansilla	… Sr. Borson
- Ilde Pirovano	…Ranchera
- Héctor Ugazzio
- Vicky Astory	…Anita
- Julio Magaña
- Gogó Andreu …Muchacho en mula
- Alfredo Mileo
- José Ruzzo		…Vagabundo
- Miguel Coiro	…Pantaleón
- Adela Velich	… Mujer de Pantaleón
- Manuel Alcón	... 	Conserje
- Leo Conti
- Rafael Escuzi
- Adolfo Linvel …Malviviente en hotel

## Comentario
Para Ulyses Petit de Murat el filme es “un aporte de primera importancia para el cine nacional …un realismo de primera agua, conducción inmejorable del intérprete, plasticidad y estructuración simple y bella en la fotografía, sentido capital del ritmo” y en El Heraldo del Cinematografista
se dijo: “El tono del film es en todo momento superficial…Hay ingenio en el trazado de la simple trama y sus derivados policiales y en el diálogo”.

## Premio
La Academia de Artes y Ciencias Cinematográficas de la Argentina le otorgó el premio Cóndor Académico a la mejor compaginación de 1941 a Carlos Rinaldi por este filme.